# Brian Kidd
Brian Kidd (nascido em 29 de maio de 1949) é treinador de futebol inglês e ex-jogador, atualmente assistente do Manchester City, juntamente com Domènec Torrent.
Kidd também foi assistente de Alex Ferguson no Manchester United de 1991 a 1998. Neste papel, ele foi fundamental no desenvolvimento de um grupo de jovens futebolistas conhecidos como Fangie's Fledglings.
Kidd jogou futebol como atacante, em sua carreira ele jogou por Manchester United, Arsenal, Manchester City, Everton, Bolton e Fort Lauderdale Strikers. 

## Jogador
Kidd nasceu em Manchester e começou a jogar no Manchester United em agosto de 1964. Dois anos depois, ele se tornou um jogador profissional no clube.
Kidd marcou na vitória do United sobre o Benfica por 4-1 na final da Liga dos Campeões de 1968. Ele marcou 52 vezes em 203 partidas da liga pelo Manchester United. 
Após o rebaixamento do United para a Segunda Divisão em 1974, Kidd foi transferido para o Arsenal por £110,000. Kidd marcou em sua estréia contra o Leicester City. Ele foi, de longe, o artilheiro do Arsenal durante a temporada 1974-75, marcando 19 gols em 40 jogos. Na temporada seguinte, Kidd, em 20 de março de 1976, marcou um hat-trick contra o West Ham United em uma vitória por 6-1 em Highbury. No total, Kidd marcou 30 gols no Arsenal em 77 jogos.
Em julho de 1976, ele foi vendido para o Manchester City por uma taxa de £100,000. Com o Manchester City, Kidd marcou três vezes contra o rival Manchester United, em uma vitória por 3-1 na Maine Road e um empate 2-2 no Old Trafford durante a temporada 1977-78. Ele marcou 44 gols em 98 jogos pelo time azul.
Ele se mudou para o Everton em março de 1979 por £150,000. Com os Toffees, Kidd só fez 12 gols, jogando 40 vezes no total.
Kidd juntou-se ao Bolton em maio de 1980 por £110,000. Kidd acabou marcando 14 vezes no Bolton e fez 43 jogos. Ele foi então emprestado à equipe da NASL, Atlanta Chiefs, em 1981. Ele jogou 29 vezes pelos Chiefs, marcando 22 gols.
Em janeiro de 1982, Kidd retornou à NASL para jogar pelo Fort Lauderdale Strikers e dois anos depois jogou no Minnesota Strikers. Ele foi prolífico pelas duas equipes quando se tratava de gols.
Em 1984 ele se aposentou.

## Na Seleção
Kidd jogou duas vezes pela Seleção Inglesa de Futebol, ambos os jogos vieram em 1970 para ele. 

## Carreira Fora dos Campos

### 1984-2008
Em 1984, Kidd começou sua carreira como treinador no Barrow. Ele foi treinador brevemente do Preston North End 1986. Kidd então foi trazido de volta ao Manchester United para ser treinador da equipe juvenil por indicação de Alex Ferguson em 1988. 
Durante os próximos três anos, Kidd ajudou a desenvolver uma série de jogadores talentosos como Ryan Giggs e Darren Ferguson. Quando o assistente de Ferguson, Archie Knox, mudou-se para o Rangers no verão de 1991, Kidd foi promovido ao cargo de assistente. Ele ajudou Ferguson a dirigir o United para uma vitória na Football League Cup em 1992 e os títulos da Premier League de 1993, 1994, 1996 e 1997.
Kidd deixou United para assumir o comando do Blackburn Rovers em dezembro de 1998, substituindo Roy Hodgson, que havia sido demitido após o início da Blackburn na temporada, deixando-os na zona de rebaixamento. Apesar de Kidd ter tido um começo promissor com o Rovers, ele até ganhou o prêmio de Treinador do Mês e tendo também gastado quase £20 milhões em novos jogadores nos seus primeiros quatro meses no comando, ele não conseguiu salvar o clube de ser rebaixado da Premier League (apenas quatro anos depois de serem campeões) e Kidd foi demitido em 3 de novembro de 1999, com o Rovers em 19º lugar na primeira divisão.
Em 1999, uma fenda se desenvolveu entre Kidd e Alex Ferguson depois que Kidd foi fortemente criticado na autobiografia de Ferguson, Managing My Life. Ferguson ficou com raiva de que, quando Kidd era seu assistente, ele questionou a contratação do atacante Dwight Yorke. Ferguson criticou o julgamento futebolístico de Kidd e escreveu em seu livro: "Eu vi Brian Kidd como uma pessoa complexa, muitas vezes bastante insegura, particularmente sobre sua saúde". Kidd ficou chateado com o ataque de Ferguson contra ele e respondeu dizendo: "Eu acredito que Walt Disney está tentando comprar os direitos do filme em seu livro como uma sequela de Fantasia". 
Kidd foi para o Leeds United em maio de 2000 para ser treinador juvenil, mas foi promovido para ser auxiliar do treinador principal em março de 2001. Ele deixou o Leeds em maio de 2003, depois de Peter Reid ter sido nomeado como novo treinador.
Enquanto isso, Kidd foi nomeado como assistente Inglaterra Sven-Göran Eriksson em janeiro de 2003. Ele foi forçado a sair desse cargo em maio de 2004, apenas algumas semanas antes da Euro 2004, devido a uma cirurgia para um câncer de próstata. Kidd se recuperou em fevereiro de 2006. 
Em agosto de 2006, o ex-jogador Roy Keane foi nomeado treinador no Sunderland e havia relatos de que Keane queria que Kidd se tornasse seu assistente. No entanto, Kidd, em vez disso, aceitou uma oferta para trabalhar como assistente de Neil Warnock no Sheffield United alguns meses depois da sua promoção para a Premier League. Depois que o clube foi rebaixado e Warnock renunciou, Kidd permaneceu com o novo treinador, Bryan Robson (outro ex-jogador do Manchester United), mas deixou o clube depois que Robson saiu em fevereiro de 2008.

### 2009-presente
Em 11 de fevereiro de 2009, Kidd foi nomeado assistente de Paul Hart, no Portsmouth. Ele permaneceu até agosto de 2009, quando rejeitou uma nova oferta de contrato.
Kidd tornou-se gerente de desenvolvimento técnico no Manchester City em setembro de 2009, antes de se tornar assistente de Roberto Mancini em 19 de dezembro de 2009.
Na final da FA Cup de 2011, o Manchester City venceu seu primeiro grande troféu depois de 35 anos depois de vencer Stoke City por 1-0. Na temporada seguinte o City foi campeão da liga pela primeira vez desde 1968. Em um final extraordinário para a temporada, o City marcou duas vezes nos acréscimos para vencer o Queens Park Rangers por 3-2 e vencer a Premier League. Kidd correu para o campo para celebrar o gol da vitória de Sergio Agüero.
Em uma entrevista dez dias após a vitória do título, Kidd disse: "Eu acho que nunca mais vou ver um final como esse na minha vida. Quando você olha para trás, ninguém poderia escrever esse script." 

## Títulos
Manchester United
- Supercopa da Inglaterra: 1967
- Liga dos Campeões da UEFA: 1968